# Agrias obscura
Agrias obscura är en fjärilsart som beskrevs av Le Moult 1925. Agrias obscura ingår i släktet Agrias och familjen praktfjärilar. Inga underarter finns listade i Catalogue of Life.